# Tenerife Challenger
Il Tenerife Challenger è un torneo professionistico di tennis giocato su campi in cemento, che fa parte dell'ATP Challenger Tour. Si gioca dal 2021 all'Abama Tennis Academy di Guía de Isora sull'isola di Tenerife in Spagna.

## Albo d'oro

### Singolare
| Anno     | Campione                | Finalista            | Punteggio     |
| -------- | ----------------------- | -------------------- | ------------- |
| 2025 (2) | Pablo Carreño Busta (2) | Filip Misolic        | 6–3, 6–2      |
| 2025 (1) | Pablo Carreño Busta (1) | Alejandro Moro Cañas | 6–3, 6–2      |
| 2024 (3) | Michail Kukuškin        | Matteo Gigante       | 6–2, 2–0 rit. |
| 2024 (2) | Matteo Gigante (2)      | Stefano Travaglia    | 6–2, 6–4      |
| 2024     | Brandon Nakashima       | Pedro Martínez       | 6–3, 6–4      |
| 2023 (3) | Matteo Gigante (1)      | Stefano Travaglia    | 6–3, 6–2      |
| 2023 (2) | Matteo Arnaldi          | Raul Brancaccio      | 6–1, 6–2      |
| 2023 (1) | Aleksandr Ševčenko      | Sebastian Ofner      | 7–5, 6–2      |
| 2022     | Non disputato           | Non disputato        | Non disputato |
| 2021     | Tallon Griekspoor       | Feliciano López      | 6–4, 6–4      |

### Doppio
| Anno     | Campioni                                  | Finalisti                                       | Punteggio              |
| -------- | ----------------------------------------- | ----------------------------------------------- | ---------------------- |
| 2025 (2) | Alexander Merino Christoph Negritu        | Daniel Cukierman Joshua Paris                   | 2–6, 6–3, [10–8]       |
| 2025 (1) | Íñigo Cervantes Daniel Rincón             | Nicolás Álvarez Varona Iñaki Montes de la Torre | 6–2, 6–4               |
| 2024 (3) | Sander Arends Sem Verbeek                 | Marco Bortolotti Sergio Martos Gornés           | 6–4, 6–4               |
| 2024 (2) | Petr Nouza Patrik Rikl                    | Sander Arends Sem Verbeek                       | 6–4, 4–6, [11–9]       |
| 2024     | Vasil Kirkov Luis David Martínez          | Karol Drzewiecki Piotr Matuszewski              | 3–6, 6–4, [10–3]       |
| 2023 (3) | Andrew Harris Christian Harrison (2)      | Luke Johnson Sem Verbeek                        | 7–6(6), 6(4)–7, [10–8] |
| 2023 (2) | Christian Harrison (1) Shintaro Mochizuki | Matteo Gigante Francesco Passaro                | 6–4, 6–3               |
| 2023 (1) | Victor Vlad Cornea Sergio Martos Gornés   | Patrik Niklas-Salminen Bart Stevens             | 6–3, 6–4               |
| 2022     | Non disputato                             | Non disputato                                   | Non disputato          |
| 2021     | Nuno Borges Francisco Cabral              | Jeevan Nedunchezhiyan Purav Raja                | 6–3, 6–4               |